# 1988 dans le catholicisme
Chronologie du catholicisme
- 1984
- 1985
- 1986
- 1987
- 1988
- 1989
- 1990
- 1991
- 1992

Cet article présente les faits marquants de l'année 1988 dans le catholicisme.

## Évènements
- 23 janvier : le diocèse de Belley devient le diocèse de Belley-Ars par décret de la Congrégation pour les évêques prenant effet au 4 août suivant.
- 7 au 18 mai : voyage apostolique du pape en Uruguay, en Bolivie, au Pérou, au Paraguay et à Curaçao.
  - 16 mai : canonisation des Martyrs du Paraguay, Roque González de Santa Cruz, Alphonse Rodríguez-Olmedo et Juan del Castillo.
- 11 juin : canonisation d'Eustochia Smeraldo Calafato.
- 19 juin : canonisation de 117 Martyrs du Viêt Nam.
- 23 au 27 juin : voyage apostolique du pape en Autriche.
- 28 juin : 
  - création de 25 cardinaux par Jean-Paul II.
  - promulgation de la constitution apostolique Pastor Bonus réorganisant la Curie.
- 30 juin : sans l'accord du pape, Marcel Lefebvre ordonne quatre évêques : Alfonso de Galarreta, Bernard Fellay, Bernard Tissier de Mallerais et Richard Williamson, rompant la pleine communion avec l'Eglise romaine.
- 2 juillet : motu proprio Ecclesia Dei du pape Jean-Paul II en faveur des communautés traditionalistes.
- 3 juillet : canonisation de Simon de Rojas et Rose Philippine Duchesne.
- 18 juillet : fondation de la Fraternité sacerdotale Saint-Pierre par Josef Bisig et d'autres transfuges de la Fraternité sacerdotale Saint-Pie-X.
- 15 août : publication de le lettre apostolique Mulieris dignitatem sur les femmes.
- 10 au 19 septembre : voyage apostolique du pape au Zimbabwe, au Botswana, au Lesotho, au Swaziland et au Mozambique.
  - 15 septembre : béatification de Joseph Gérard.
- 25 septembre : béatification de Frédéric Jansoone.
- 2 octobre : canonisation de Madeleine de Canossa.
- 8 au 11 octobre : voyage apostolique du pape en France.
- 11 décembre : canonisation de Marie Rose Molas y Vallvé.

## Décès

### Janvier
- 10 janvier : Pierre Faure, prêtre jésuite et pédagogue français (° 11 mai 1904)
- 11 janvier : Marc-Armand Lallier, prélat français, archevêque de Besançon (° 3 décembre 1906)
- 12 janvier : Piarres Larzabal, prêtre français, écrivain, dramaturge et académicien de langue basque (° 7 mai 1915)

### Février
- 14 février : Joseph Wresinski, prêtre français, fondateur d'ATD Quart monde (° 12 février 1917)
- 21 février : Pierre Mviena, prêtre et essayiste camerounais (° 1915)

### Mars
- 2 mars : Jan Pietraszko, prélat et vénérable polonais, aumônier de la jeunesse, évêque auxiliaire de Cracovie (° 7 août 1911)
- 3 mars : André Bontems, prélat français, archevêque de Chambéry (° 14 mai 1910)
- 7 mars : Joël Bellec, prélat français, évêque de Perpignan (° 26 avril 1908)
- 17 mars : Thomas Mongo, prélat camerounais, évêque de Douala (° 1914)
- 29 mars : Jean Urvoas, prêtre français, soutien de l'indépendance de l'Algérie (° 8 février 1922)

### Mai
- 4 mai : Bernard Alix, prélat français, évêque du Mans (° 23 août 1909)
- 7 mai : Krikor Guerguerian, prêtre et archiviste arménien ayant documenté le génocide arménien (° 12 mai 1911)

### Juin
- 7 juin : Maurice Proulx, prêtre, cinéaste, agronome et intervenant social canadien (° 13 avril 1902)
- 15 juin : Bienheureux Clément Vismara, prêtre italien, missionnaire en Birmanie (° 6 septembre 1897)
- 26 juin : Hans Urs von Balthasar, cardinal jésuite et théologien suisse (° 12 août 1905)

### Juillet
- 1er juillet : 
  - Maurice Baudoux, prélat canadien, archevêque de Saint-Boniface (° 10 juillet 1902)
  - Hermann Volk, cardinal allemand, évêque de Mayence (° 27 décembre 1903)
- 10 juillet : Paul Laizé, prêtre et humanitaire français (° 5 novembre 1905)

### Août
- 1er août : 
  - John Francis Dearden, cardinal américain, archevêque de Détroit (° 15 octobre 1907)
  - Jean Guyot, cardinal français, archevêque de Toulouse, précédemment évêque titulaire d'Hélénopolis-en-Palestine (de) puis évêque de Coutances et Avranches (° 7 juillet 1905)
- 20 août : François Élard, prêtre français, traducteur de la Bible en breton (° 9 avril 1910)
- 28 août : François Spahnagel, prêtre et résistant français, personnalité des patronages (° 18 avril 1914)
- 31 août : Joseph Van Hecken, prêtre, mongoliste, sinologue et missionnaire belge en Chine (° 18 septembre 1905)

### Septembre
- 7 septembre : Ignace Dhellemmes, prêtre, missionnaire au Cameroun et écrivain français (° 8 janvier 1914)
- 8 septembre : Jean-Paul Régimbal, prêtre, prédicateur et conspirationniste canadien (° 4 juillet 1931)
- 27 septembre : 
  - Teofilo Camomot, prélat et vénérable philippin, archevêque coadjuteur de Cagayán de Oro (° 3 mars 1914)
  - Maximilien de Furstenberg, cardinal belge de la Curie, précédemment diplomate du Saint-Siège et archevêque titulaire de Paltus (de) (° 23 octobre 1904)

### Octobre
- 29 octobre : Thomas Benjamin Cooray, cardinal sri-lankais, archevêque de Colombo, précédemment archevêque titulaire de Preslavus (de) (° 28 décembre 1901)

### Novembre
- 9 novembre : Mario Nasalli Rocca di Corneliano, cardinal italien de la Curie (° 12 août 1903)

### Décembre
- 12 décembre : Joseph Rabine, prélat français, archevêque d'Albi (° 24 juin 1922)